# 福井康順
福井 康順（ふくい こうじゅん、1898年4月27日 - 1991年1月21日）は、日本の仏教学者、中国学者。元大正大学学長、早稲田大学名誉教授。天台宗の僧籍を持ち、日光山輪王寺内にある唯心院の住職を経て、妙法院の門跡となる。

## 経歴

### 戦前
1898年(明治31年)、長野県小県郡長久保新町（現長和町）で生まれた。父は町役場に勤める公務員で、母は寺院の生まれであった。1910年に日光の輪王寺で得度。早稲田大学文学部哲学科で学び、1924年に卒業。同大学大学院に進み、津田左右吉に師事した。
1928年(昭和3年)に大正大学文学部講師に着任。翌1929年には文学部講師に昇任。1932年から1934年まで中国に留学。滞在時には、胡適らと面会し、当時の中国における思想界の最新動向に刺激を受ける。
帰国後の1935年には、師の津田左右吉とともに、早稲田大学東洋思想研究室（現在の早大東洋哲学研究室）を開設。1937年には、年報『東洋思想研究』を創刊。中村屋の主人・相馬愛蔵の出資を受けた。1936年、文学部助教授に昇進。1940年に津田左右吉が国粋主義者によって非難を受け、教授辞任に追い込まれると、津田に代わって、東洋思想研究室の維持・発展を主導する立場となった。また、大正大学でも教授となり、兼任した。1941年、早稲田大学文学部教授に昇格。

### 戦後
1949年、早稲田大学に学位論文『道教の研究』を提出して文学博士号を取得。1950年には、日本道教学会を設立して会長をつとめた。1968年に大正大学教授を退任し、名誉教授となった。早稲田大学についても翌1969年に教授を退任し、名誉教授となった。1972年、大正大学学長に就任(～1975年)。1991年に逝去。
宗門においては、1954年に天台宗大僧正。1984年6月9日、京都・蓮華王院の本坊である妙法院の第49世門跡に就任した。

## 受賞・栄典
- 1976年：勲二等瑞宝章を受章。

## 研究内容・業績
日本における仏教受容を研究し、日本仏教、特に『日本天台の諸研究』(1990年)の著作で知られる。道教についても、学術的研究の必要性を早くから訴え、「日本道教学会」を設立するなど広く研究の基礎を作るという先駆的役割を果たした。この分野においては『道教の基礎的研究』(1952年)が主著である。著作は全6巻の『福井康順著作集』に多くがまとめられている。
早稲田大学においては津田左右吉の弟子であり、津田とともに早稲田大学東洋哲学研究室の発展に力を注いだ。また、弟子に野末陳平がいる。

## 家族・親族
- 子：福井文雅は東洋学の研究者。父と同じく早稲田大学で教授を務めた。
- 子：福井重雅も東洋史研究者。早稲田大学教授。

## 著作

### 著書
- 『東洋思想史論攷』(法蔵館 1950)
- 『道教の基礎的研究』(理想社 1952)
- 『東洋思想の研究』(理想社 1955)
- 『現代中国思想』(早稲田大学出版部 1955)
- 『東洋思想史研究』(書籍文物流通会 1960)
- 『福井康順著作集』全6巻(法藏館 1987-88)
- 『神仙伝』中国古典新書(明徳出版社 1983)[3]
- 『慈覚大師研究』(早稲田大学出版部 1980)

### 記念論文集
- 『東洋思想論集 福井博士頌寿記念』福井博士頌寿記念論文集刊行会, 1960
- 『東洋文化論集 福井博士頌寿記念』早稲田大学出版部 1972

### 論文
- CiNii>福井康順
- INBUDS>福井康順